# Agnès d'Assise
Sainte Agnès d'Assise (Caterina Offreduccio), née en 1197 à Assise (Ombrie) et morte en cette ville, le 16 novembre 1253, est une religieuse de l'ordre des Pauvres Dames de Saint-Damien, dites clarisses.
Sœur cadette de sainte Claire d'Assise et disciple de saint François d'Assise, elle fut abbesse du monastère de Monticelli, près de Florence (Toscane), avant de diffuser le franciscanisme dans le Nord de l'Italie.

## Biographie
Concernant Agnès d'Assise, l'histoire moderne retient les données suivantes. Elle est née à Assise, en 1197, deuxième fille de Favarone Offreducio et Ortolana Fiumi, dans une famille aristocratique dont le fief était situé au château de Corano, près de Biagiano. En 1198, dans le contexte des luttes communales en Italie, la tension monte entre les marchands (minores) et les nobles (majores) de la cité. Ces derniers se voient contraints de se replier sur leurs terres, puis dans la ville de Pérouse, qui garantit leur protection. Cette situation provoque un conflit entre Assisiates minores et Pérugins, au cours duquel le jeune François Bernardone, tout à ses rêves de chevalerie, sera fait prisonnier. Quant à celle qui s'appelle encore Catherine, elle grandit, en compagnie de sa sœur aînée, Claire, au château de Corano et à Pérouse, puis, à partir de 1204, une fois la concorde revenue entre bourgeois et féodaux, dans le palais familial d'Assise.

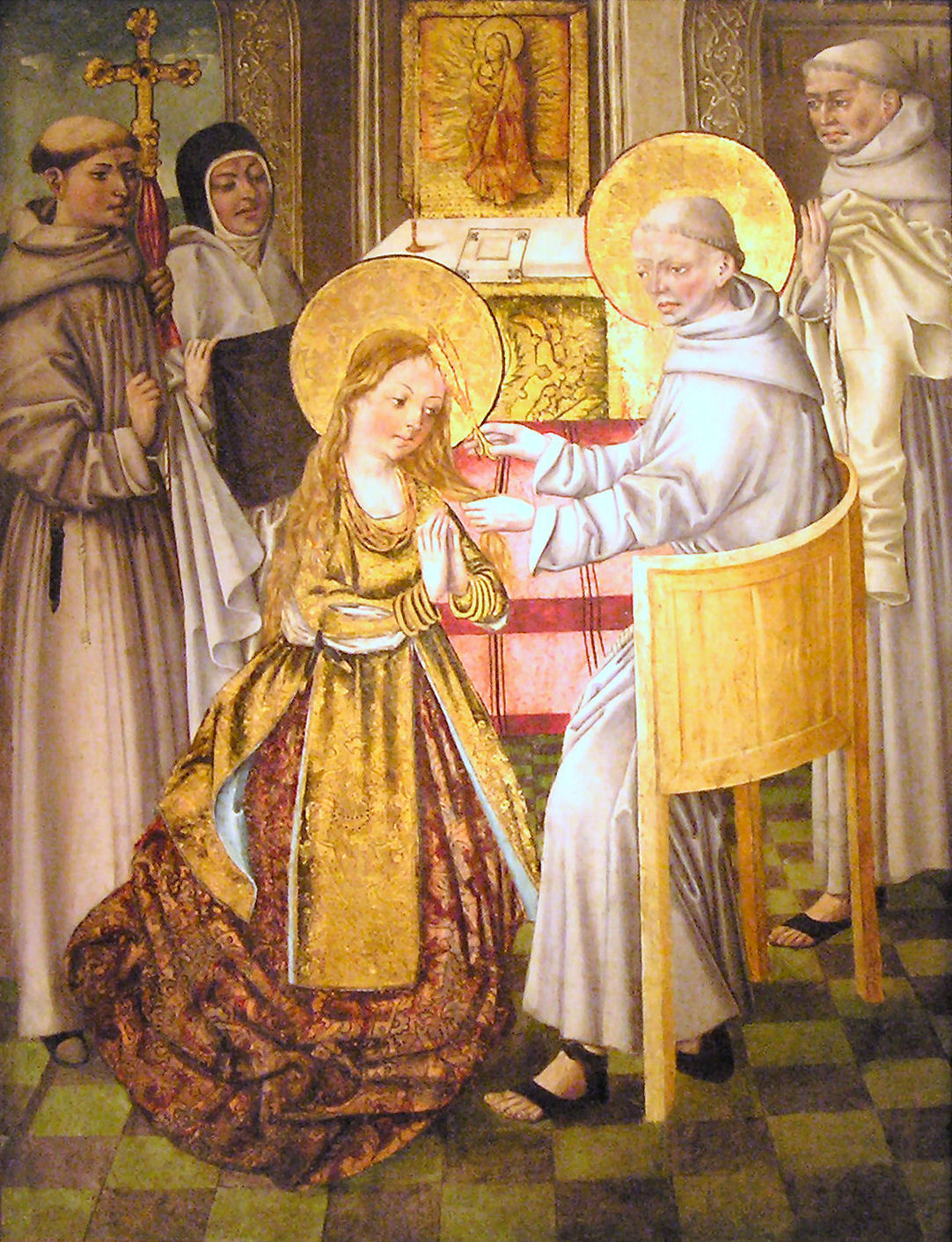
Profession religieuse de Claire d'Assise.

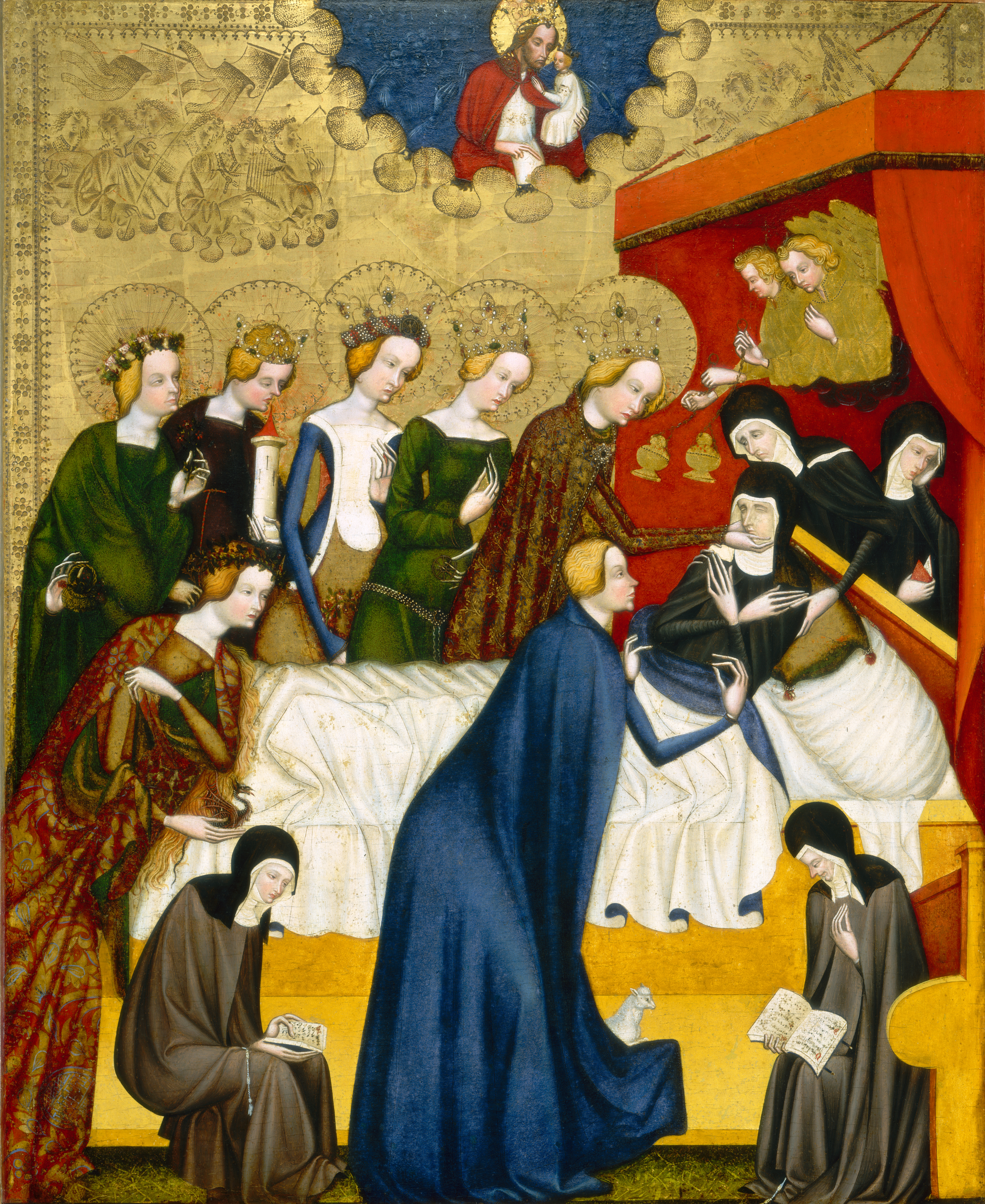
Mort de sainte Claire, assistée par sainte Agnès (en bleu), Maître de Heiligenkreuz (v. 1410).

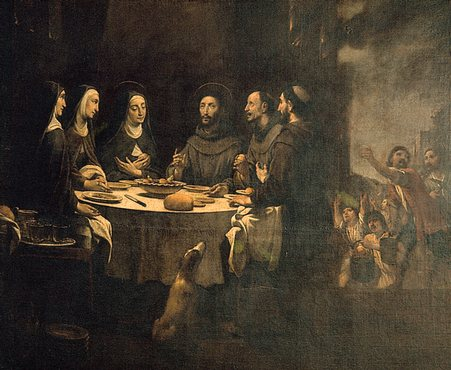
Saint François et sainte Claire en train de souper au couvent de Saint Damien, (v. 1733), Antonio Viladomat y Manalt

Le 4 avril 1212, une dizaine de jours après la fameuse nuit où sainte Claire a quitté la maison familiale pour se consacrer à Dieu entre les mains de saint François, elle rejoint sa sœur dans la communauté féminine de Saint-Ange de Passo, où celle-ci a trouvé refuge. Désireuse de partager l'idéal franciscain de pauvreté, elle résiste héroïquement à sa famille, dont certains membres cherchent à l'arracher au monastère en usant de voies de fait. En souvenir de ces épreuves, François, lorsqu'il l'admet à la profession religieuse, lui donne le nom d'Agnès, vierge et martyre des premiers temps de la chrétienté, très populaire au Moyen Âge. Avec l'autorisation de l'évêque Guido, le saint installe ensuite les deux sœurs dans la campagne d'Assise, à côté de la chapelle Saint-Damien, qu'il avait restaurée peu après sa conversion. Quelques femmes de la région viendront bientôt se joindre à elles, parmi lesquelles, un peu plus tard, Ortolana d'Assise et sa troisième fille, Béatrice. Ainsi sera fondé l'ordre des Pauvres Dames de Saint-Damien, dites Clarisses.
En 1219, Agnès est choisie comme abbesse d'une abbaye de moniales bénédictines, Santa-Maria-de Monticelli, près de Florence, qui désirait être rattachée à la règle de Saint-Damien. Par la suite, elle établira cette règle dans des monastères de Mantoue et de Venise, non sans échanger avec sa sœur une correspondance, dont seule une lettre a subsisté. Agnès revient cependant à Assise, en 1253, Claire étant gravement malade. Elle assiste aux derniers jours de son aînée, puis à la mort de celle-ci, à Saint-Damien. Trois mois plus tard, le 16 novembre 1253, Agnès décède à son tour. Inhumé au monastère, son corps sera transféré en 1260 à la basilique Sainte-Claire d'Assise. En 1751, le pape Benoît XIV autorise son culte. Sa fête se célèbre le 19 novembre chez les franciscains et le 16 novembre selon le calendrier Martyrologe romain,.

## Spiritualité

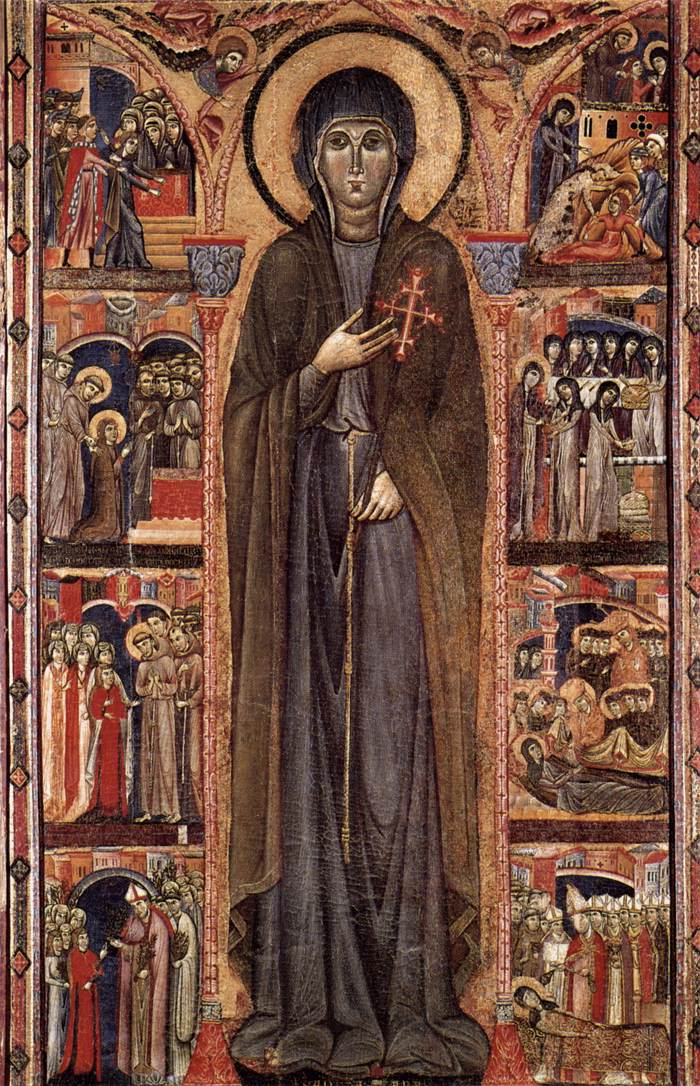
Retable présentant la vie de sainte Claire.

Agnès est décédée avant d'avoir pu déposer au procès de canonisation de sa sœur. Il manquerait ainsi un témoignage précieux aux actes officiels sur base desquels Thomas de Celano a composé sa Legenda sanctae Clarae virginis, à moins qu'Agnès n'ait livré antérieurement certaines confidences à l'auteur. En tout cas, si l'hagiographie de Celano est centrée sur la sainteté de Claire, elle s'intéresse également à la figure d'Agnès, qui se trouve mentionnée à plusieurs reprises et fait même l'objet de tout un chapitre, avec une allusion aux perfections admirables de cette bienheureuse et aux nombreux miracles que Dieu fit par elle. C'est pourquoi il est possible de relever dans le discours spirituel de la Legenda quelques-unes des valeurs mystiques sur lesquelles les deux sœurs ont édifié leur vie, à la suite du Christ, sur le modèle de François.

### Liberté
Le chapitre VI de la Legenda présente une grande intensité dramatique, car il rapporte la réaction violente de la noble famille Offreducio, au choix posé par Agnès d'embrasser la vie franciscaine. Plus haut dans le texte, l'auteur a montré comment Agnès a accompagné Claire aux prédications quadragésimales de François, puis comment Claire avait fui la maison paternelle et rejoint le saint à la Portioncule, avant d'affronter l'hostilité de sa famille. Seize jours plus tard, Agnès s'installe à son tour dans la communauté de Saint-Ange-in-Pazzo, afin de partager la vocation de sa sœur. or, plus encore que celle de Claire, la décision de la cadette provoque le courroux du clan Offreduccio, lequel tente une incursion dans la communauté avec un petit commando armé. Agnès est rouée de coups et tirée par les cheveux hors du cloître. Face à une telle cruauté, Celano se plaît à souligner que la prière de Claire, après avoir obtenu l'entrée en religion de sa sœur, accomplit alors deux miracles : le corps d'Agnès devient si lourd qu'il ne peut être transporté, tandis que le bras de l'oncle Monaldo est paralysé. Cette violence clanique s'explique, non par une hostilité à la consécration religieuse, mais par le déclassement (vilitas) que constitue pour des aristocrates la forme de vie pauvre, préconisée par le franciscanisme. Quant aux jeunes filles, leur résistance confirme la décision de tout supporter pour l'amour de Dieu, prise à la voix de saint François, quitte à braver les préjugés familiaux et l'ordre social. Le chapitre se clôt sur la profession religieuse d'Agnès entre les mains de François et son instruction spirituelle par le saint.

### Pauvreté

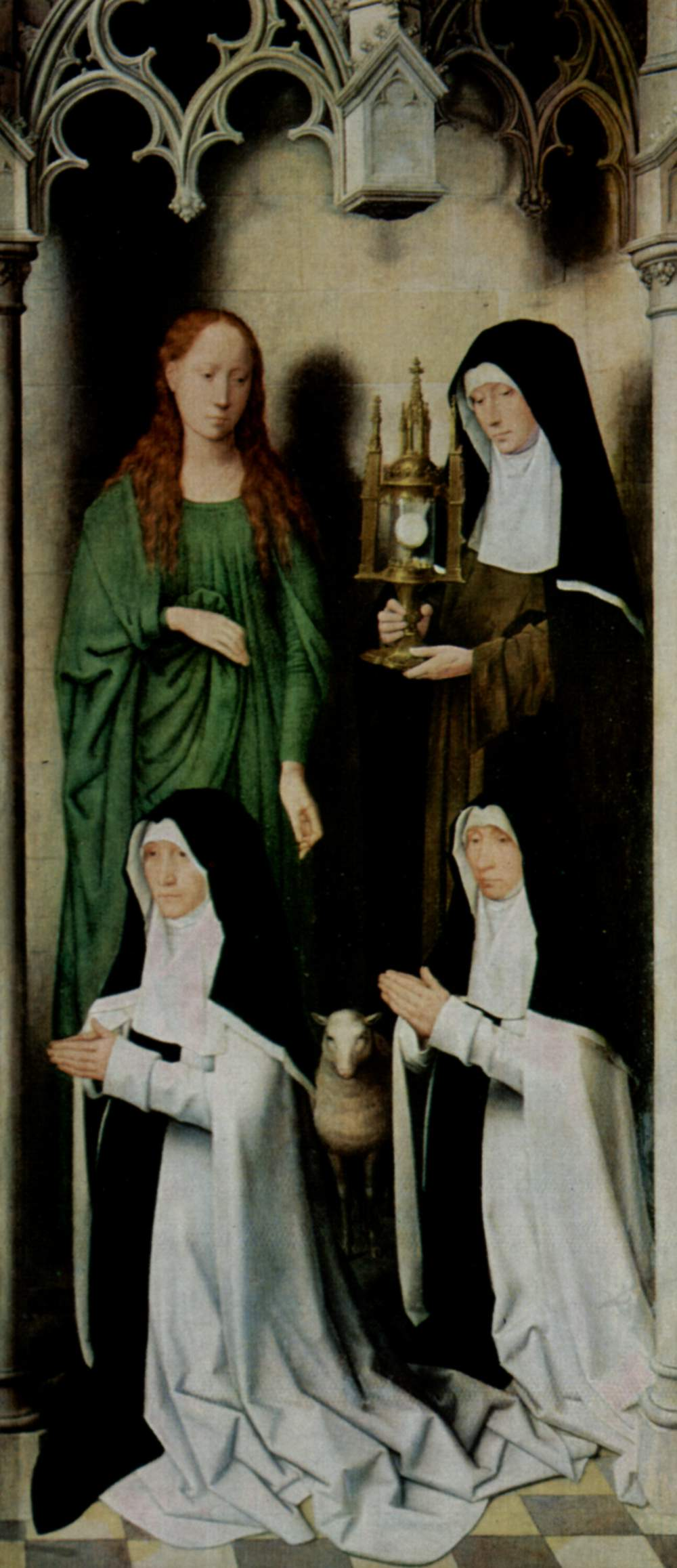
Sainte Agnès martyre et sainte Claire d'Assise.

Les choix du franciscanisme primitif s'inscrivent sur le fond des mutations sociales dans les communes italiennes du XIIIe siècle, caractérisées par une diffusion inédite et massive de l'économie monétaire, et par une valorisation du travail salarié. C'est pourquoi à Saint-Damien, la communauté dont Claire est l'abbesse, les sœurs travaillent de leurs mains mais vivent de dons. Condition pour sauvegarder la pauvreté collective du monastère, ce point est lié au privilegium paupertatis posé par Claire au centre de sa Règle, la pratique de la pauvreté présentant, selon l'intuition franciscaine, une valeur ascétique (l'humilité), morale (la générosité) et mystique (l'anéantissement). Ce rejet de l'argent s'accomplit toutefois dans un cadre hérité du monachisme bénédictin, conformément aux constitutions imposées par le protecteur de l'ordre, le cardinal Hugolin, futur pape Grégoire IX. En accord avec saint François, Hugolin a d'ailleurs envoyé Agnès comme abbesse réformatrice dans le monastère bénédictin de Monticelli; et celle-ci y aurait porté plus d'attention à l'observance de la Règle que Claire à Saint-Damien.

### Affectivité
Comme le mouvement béguinal à la même époque, le franciscanisme est né du désir de la vita apostolica : aux yeux de Claire, première femme à écrire une Règle pour des femmes, le régime claustral ne doit pas entraver l'incarnation exemplaire de l'Évangile, c'est-à-dire l'ascèse d'une vie pénitente, en union avec la sainte Humanité du Christ pauvre. Depuis le XIIe siècle, la littérature courtoise influençait la spiritualité, dans le sens d'une mystique sponsale qui, dans la correspondance de Claire à Agnès de Prague, se teinte d'un certain romantisme, puisque l'Époux divin est choisi pour sa pauvreté. De même, le choix du nom d'Agnès évoque la martyre chrétienne, fiancée de l'Agneau, modèle des épousailles mystiques. C'est probablement à cette mystique affective que Celano fait allusion lorsqu'il évoque, au trépas de Claire, le transfert du voile de celle-ci, de la communauté de Saint-Damien à celle de Monticelli. Les deux sœurs ont ainsi greffé les intuitions de François, le trouvère de Dieu, sur les modèles littéraires et hagiographiques de leur éducation.